# Caffè Scozzese
Il Caffè Scozzese (in ucraino Шотландська кав'ярня?, Šotlands'ka kav'janja; in polacco Kawiarnia Szkocka) è un locale del centro storico di Leopoli dove, fra gli anni trenta e quaranta, del Novecento, erano soliti riunirsi i matematici della Scuola di Leopoli. Qui il gruppo affrontava tematiche legate, in particolare, all'analisi funzionale e alla topologia. All'epoca la città rientrava nel territorio della Seconda Repubblica di Polonia ed era nota come Lwów.

## Storia

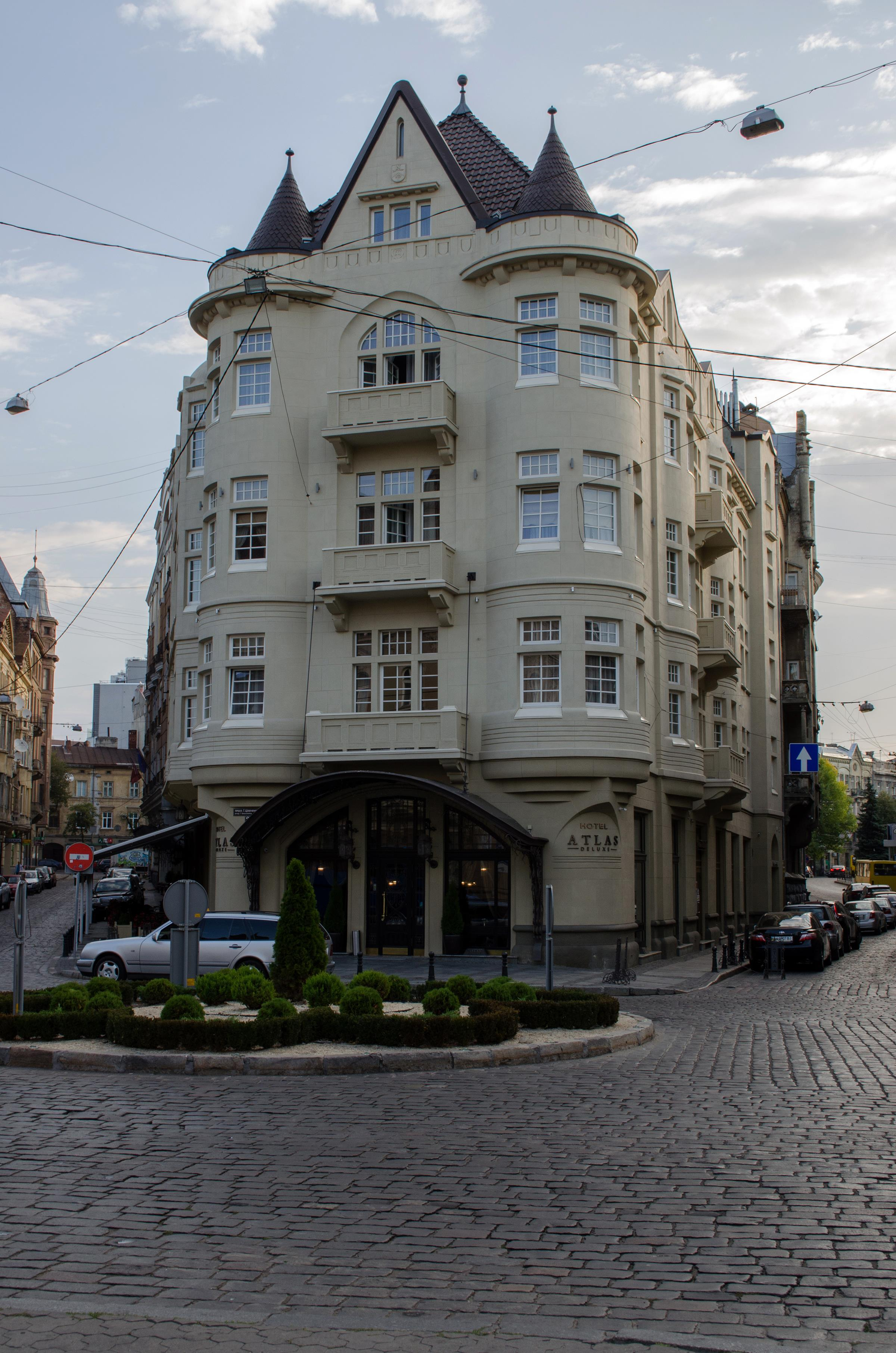
Storico edificio dove si trovava il caffè in un'immagine del 2015

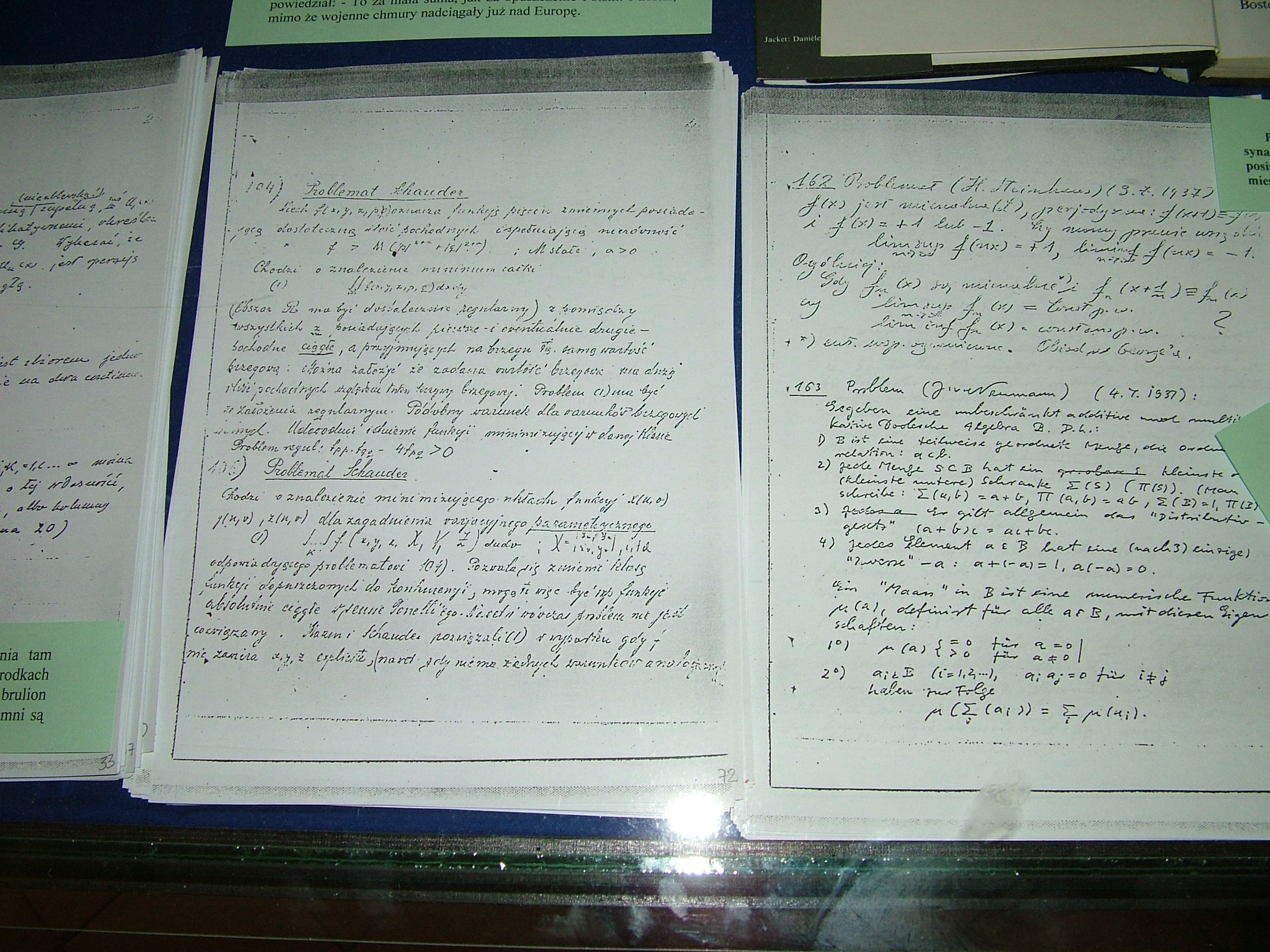
Alcune pagine del Libro scozzese

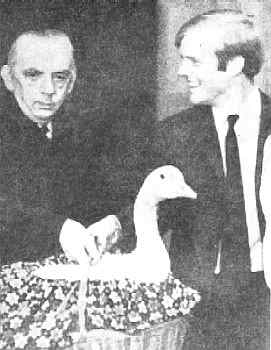
Per Enflo nel 1972 riceve l'oca viva per ever risolto il problema 153

All'inizio, secondo quanto riferito da Stanisław Ulam, gli studiosi annotavano, a matita, direttamente sui piani di marmo dei tavoli del locale, mentre discutevano di argomenti matematici, e solo in seguito cominciarono a utilizzare un grande quaderno, che finì per diventare il Libro scozzese. Sul libro sono raccolti problemi matematici si varia natura, alcuni con soluzione e altri che ne erano privi. Quando un quesito veniva risolto, permetteva allo scopritore della soluzione di ricevere un premio, ad esempio una bottiglia di liquore.
Rimane storico il problema 153 per il quale il premio stabilito era quello di un'oca viva. Quando Per Enflo lo risolse, nel 1972, potevé ricevere in premio l'oca promessa tanti anni prima, durante una cerimonia pubblica che fu trasmessa in tutta la Polonia .

## Descrizione
Lo storico caffè si trovava in un palazzo nel centro storico di Leopoli risalente alla fine del XIX secolo. Nei suoi locali fu attiva la Scuola matematica di Leopoli e tra i matematici legati al luogo si possono ricordare: Stefan Banach, Karol Borsuk, Mark Kac, Bronisław Knaster, Kazimierz Kuratowski, Stanisław Saks, Juliusz Paweł Schauder, Hugo Steinhaus, Stanisław Ulam e diversi altri. Dopo la chiusura del caffè, quegli stessi spazi ospitano un bar-ristorante.